# Lavinryggsäck
En lavinryggsäck är en speciel typ av ryggsäck med en inbyggd airbag i färgstarkt material som skidåkaren aktiverar i händelse av en lavin, men det går också att åka med airbagen uppblåst. 
Lavinryggsäckens airbag aktiveras när åkaren drar i ett handtag och airbagen fylls av en gaspatron. Lavinryggsäck rekommenderas till de åkare som kör offpist.